# The Sacrifice (film, 1909)
Pour les articles homonymes, voir The Sacrifice.
The Sacrifice est un film muet américain réalisé par D. W. Griffith, sorti en 1909.

## Synopsis
Deux jeunes mariés, sans le sou mais s'aimant follement, se sacrifient l'un pour l'autre.

## Fiche technique
- Titre : The Sacrifice
- Réalisation : D. W. Griffith
- Scénario : D. W. Griffith, d'après la nouvelle The Gift of the Magi de O. Henry
- Société de production et de distribution : American Mutoscope and Biograph Company[1]
- Photographie : G. W. Bitzer
- Pays :  États-Unis
- Format[2] : Noir et blanc - Muet - 1,33:1 ou 1,37:1[3] - 35 mm[3],[4]
- Longueur de pellicule : 438 pieds (134 mètres[4])
- Durée : 7 minutes (à 16 images par seconde)[2]
- Date de sortie : 14 janvier 1909

## Distribution
Les noms des personnages proviennent de l'Internet Movie Database.
- Florence Lawrence : Mme Hardluck
- Arthur V. Johnson : une personne chez le perruquier
- Harry Solter : M. Hardluck
- Mack Sennett : une personne chez le perruquier / une personne chez le bijoutier / une personne au bureau de prêt sur gage
- Owen Moore
- Linda Arvidson : une personne chez le perruquier
- Marion Leonard : une personne chez le perruquier
- John R. Cumpson : une personne chez le bijoutier
- George Gebhardt : une personne chez le bijoutier / une personne au bureau de prêt sur gage[5]

## Autour du film
Les scènes du film ont été tournées les 11 et 21 décembre 1908 dans le studio de la Biograph à New York.
À sa sortie, le film a été présenté sur la même bobine que A Rural Elopement.